# Friedrich Wilhelm Facius

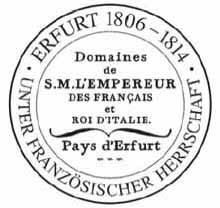
Gedenkmünze Facius zum Fürstenkongress in Erfurt

Friedrich Wilhelm Facius (* 3. Dezember 1764 in Greiz; † 4. Mai 1843 in Weimar) ist ein deutscher Erfinder, Gemmenschneider, Graveur und Medailleur.

## Leben

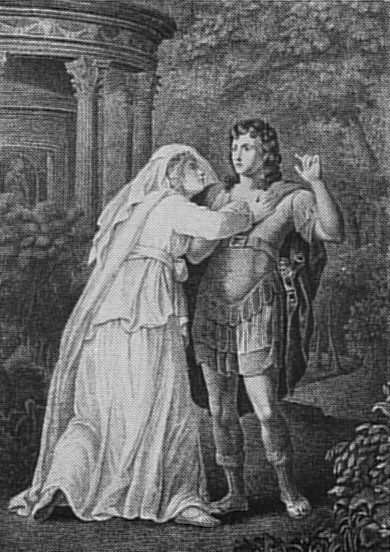
Corona Schröter als Iphigenie und Goethe als Orest – Stich von Friedrich Wilhelm Facius nach G. M. Kraus

Friedrich Wilhelm Facius kam 1764 im Fürstentum Reuß-Greiz als Sohn des Kaufmannes Facius in Greiz zur Welt. Sein Vater drängte ihn, den Beruf des Kaufmannes zu erlernen, obwohl Friedrich Wilhelm Facius insgeheim Graveur werden wollte. Als er den Beruf des Kaufmannes erlernt und eine kleine Summe sich erspart hatte, lenkte der Vater ein.
1781 schied er aus dem väterlichen Geschäft aus und ging nach Dresden, um dort die Graveurkunst zu erlernen. Aus Dresden zurückgekehrt, arbeitete er in Greiz wenige Jahre als Graveur. Im Jahre 1788 zog Friedrich Wilhelm Facius nach Weimar und wurde dort von Johann Wolfgang von Goethe bewogen, die Steinschneidekunst zu erlernen. Mit Hilfe der Angaben von Goethe fertigte er seine Werkzeuge und Maschinen selbst an und unternahm erfolgreich erste Versuche im Steineschneiden. Daraufhin war er erneut in Dresden, um sich vom Steinschneider Dettelbach in seinem Handwerk ausbilden zu lassen.
Nach der Ausbildung kehrte er nach Weimar zurück und hatte dort als Steinschneider und Graveur seine Werkstatt, wo er Köpfe von Homer, Mercur, Sokrates, Hercules, Medusa, Hebe, Nemesis, Leda, Meleager usw. in Stein und Stahl anfertigte. Facius schuf viele gelungene Medaillen, er fertigte unter anderem das Porträt des Großherzogs Karl August und das Goethes. Auch schuf er die Erinnerungsmedaillen auf das Treffen des Zaren Alexanders I. und Napoleon 1808 in Erfurt, 1813 zum 78. Geburtstag von Christoph Martin Wieland für die Loge Amalia in Weimar und später zu dessen Tod und 1817 zum Abschied des Professors Paul Johann Anselm von Feuerbach von Jena.
Friedrich Wilhelm Facius war aber auch Erfinder. Als das Weimarer Schloss nach dem Brand von 1774, nach dreißigjähriger Bauzeit wieder errichtet wurde, erfand er eine Stuckmasse, die mit der Zeit die Härte eines festen Steines erreichte und beim Wiederaufbau des Schlosses verwendet wurde. Seinen Stahlarbeiten gab er eine unangreifbare Politur, deren Zusammensetzung er nur alleine kannte. Auch fand er eine Methode, Medaillenstempel durch Härten vor dem Springen zu bewahren. Für Kriegszeiten stellte er eine Ernährung aus Tragant her, die vielfältig zubereitet werden und eine ganze Familie im Wesentlichen zu Kriegszeiten ernähren konnte.
Von seinen fünf Kindern lernte nur seine Tochter Angelica die Steinschneide- und Graveurkunst und wurde eine bedeutende Bildhauerin und Steinschneiderin, die ihn in der künstlerischen Bedeutung später weit übertraf.
Im Alter von 65 Jahren wurde Friedrich Wilhelm Facius am 6. November 1829 zum Hofmedailleur in Weimar ernannt. Am 5. Juni 1840 im Alter von 76 Jahren folgte ehrenhalber die Ernennung zum Professor. Friedrich Wilhelm Facius starb drei Jahre später am 4. Mai 1843 in Weimar.
Friedrich Wilhelm Facius wurde 1829 von Heinrich Müller und 1837 und 1839 von Friedrich Preller gezeichnet.

## Werke
- Medaillon mit Porträt von Johann Wolfgang von Goethe,
- Medaillon mit Porträt des Großherzogs Karl August,
- Medaillon auf den Erfurter Fürstenkongress mit den Porträts der Kaiser Napoleon I. Bonaparte und Alexander I. Denkmünze, 1808, Silber, 4,25 cm ⌀ ausgestellt im Goethemuseum Düsseldorf,
- Medaillon zum 78. Geburtstag Christoph Martin Wielands, am 5. September 1810 in Bronze 9,4 cm ⌀ ausgestellt im Goethemuseum Düsseldorf,
- Medaillon zum Tode Christoph Martin Wielands, am 20. Januar 1813,
- Medaillon anlässlich der Verabschiedung des Jenaer Professors Paul Johann Anselm von Feuerbach,
- Köpfe von Homer, Mercur, Sokrates, Hercules, Medusa, Hebe, Nemesis, Leda, Meleager usw.